# Paragneiss
 (juillet 2016).
Si vous disposez d'ouvrages ou d'articles de référence ou si vous connaissez des sites web de qualité traitant du thème abordé ici, merci de compléter l'article en donnant les références utiles à sa vérifiabilité et en les liant à la section « Notes et références ».

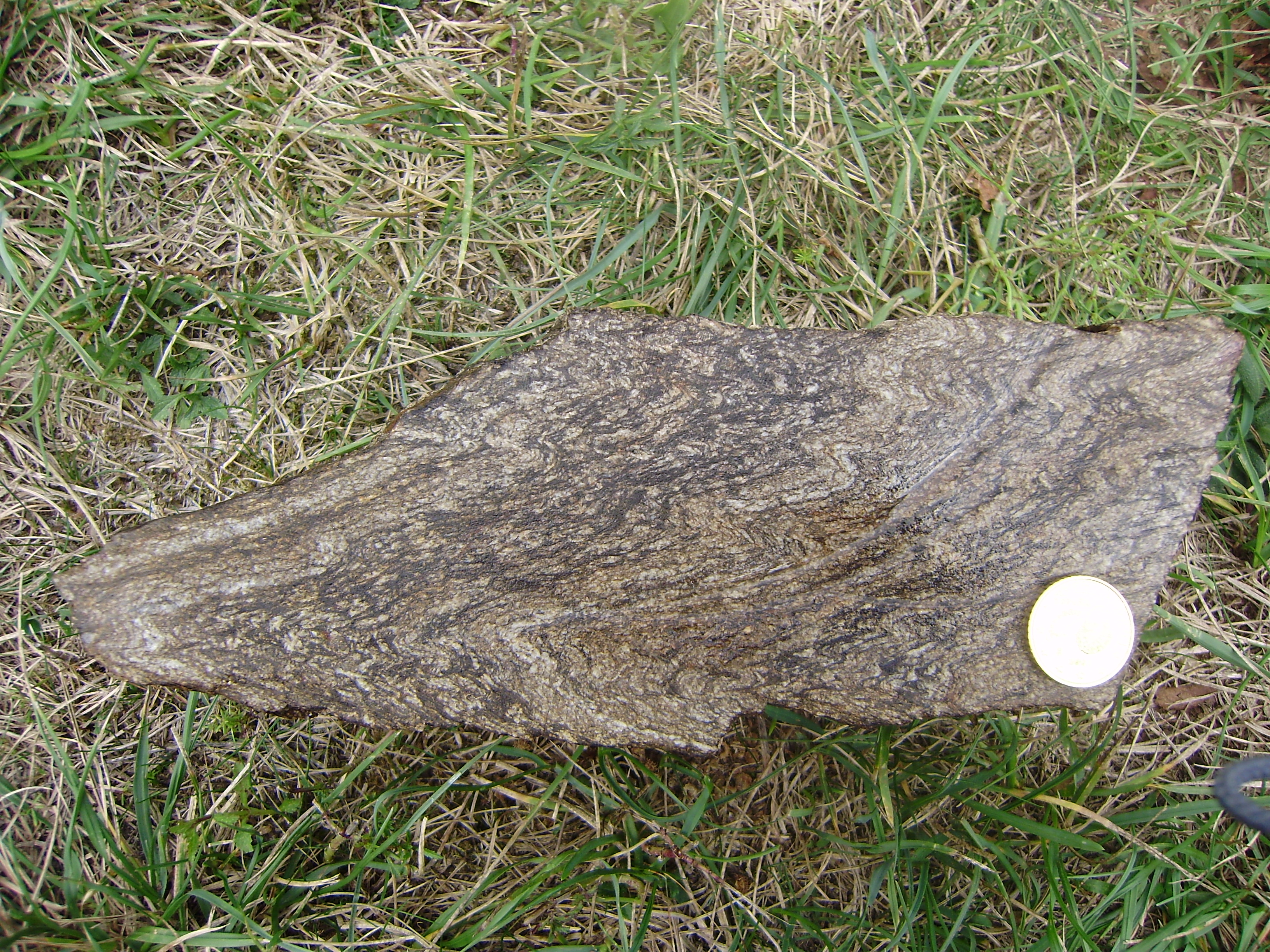
Paragneiss plissé avec plissottement parasitaire du Massif Central, domaine arverne près de Nontron.

Le paragneiss est un gneiss (roche métamorphique) dérivé d'une roche sédimentaire, au contraire de l'orthogneiss qui dérive d'une roche magmatique.

## Étymologie
L'appellation paragneiss est composée du préfixe παρα (para) de l'ancien grec signifiant avec, à côté de, hors de, au-dessus de et le mot allemand gneis utilisé par les mineurs médiévaux de la Saxonie au XVIe siècle pour ce type de roche cristalline.

## Protolithes
Les paragneiss sont normalement issus de sédiments de caractères continentaux, détritiques et peu développés, comme les grès, les arkoses, les grauwackes et les pélites. Souvent leurs protolithes présentent des séries flyschoïdes. Ces sédiments furent déposés en milieu marin sur la plate-forme ou sur la pente continentale.

## Distribution géographique
Des paragneiss se trouvent sur tous les continents, mais leur distribution est liée aux terrains métamorphiques du socle cristallin. Ils sont très communs dans le socle varisque et affleurent en Forêt-Noire, dans les Vosges, dans le Morvan et surtout dans le Massif central. Les terrains métamorphiques des Alpes possèdent aussi de beaux gisements de paragneiss.

## Apparence
Comme les orthogneiss, les paragneiss sont des roches cristallines compactes et massives. Leurs couleurs montrent toute une gamme de nuances grisâtres, occasionnellement brunâtres et verdâtres. Ils sont caractérisés par une foliation gneissique de texture granoblastique ou granolépidoblastique. Cette foliation (“gneissosité”) est divisée en lits quartzo-feldspathiques clairs et lits sombres riches en micas. Le litage est souvent rythmique et fin, mais en fonction de la succession originale du protholithe, il peut accentuer soit les parties claires massives, soit les parties sombres, reflétant l'agencement initial. Par exemple dans les successions grauwackeuses/pélitiques, les bancs de grauwackes initiales se distinguent par leur caractère massif et leur composition presque granitique.

## Composition

### Minéralogie
Sont essentiels pour les paragneiss, les minéraux quartz et feldspath (feldspath alcalin) et plagioclase (d'habitude oligoclase ou andésine), qui apparaissent ensemble et forment des lits quartzo-feldspathiques. Dans les lits sombres s'y ajoutent biotite, muscovite et amphiboles. Les paragneiss ont subi une métamorphose régionale, ils sont donc constitués aussi par des minéraux métamorphiques comme la sillimanite (variété de fibrolite), andalousite, disthène, cordiérite, staurolite ou grenat (almandin et spessartine). Comme minéraux secondaires, ils recèlent souvent de l'apatite, sphène, allanite, épidote, tourmaline et zircon et quelques minéraux opaques comme l'ilménite.

### Composition chimique
À cause de la large gamme de protolithes, la composition chimique des paragneiss est très variable. Leur teneur en silice (SiO2) peut osciller entre 57 et 80 %, les paragneiss pouvant se présenter comme des roches basiques, intermédiaires ou acides. En même temps, la teneur en Al2O3 varie entre 11 et 18 %.
Pour illustrer ces différentes compositions chimiques, voici quelques exemples provenant de la Forêt-Noire méridionale et du Massif Central (avec onze probes pour le Bas-Limousin et sept probes pour la Nappe Inférieur des Gneiss) :
| Oxide % en poids | Ibach Forêt-Noire | Murgtal Forêt-Noire | Bas-Limousin Massif Central | Nappe Inférieure des Gneiss Massif Central |
| ---------------- | ----------------- | ------------------- | --------------------------- | ------------------------------------------ |
| SiO2             | 66,04             | 77,18               | 68,10                       | 75,16                                      |
| TiO2             | 0,75              | 0,56                | 0,65                        | 0,13                                       |
| Al2O3            | 15,35             | 11,68               | 15,15                       | 13,65                                      |
| Fe2O3            | 1,53              | 0,24                | 1,61                        | 0,51                                       |
| FeO              | 4,34              | 2,26                | 3,45                        | 1,02                                       |
| MnO              | 0,09              | 0,05                | 0,08                        | 0,12                                       |
| MgO              | 1,94              | 1,01                | 2,08                        | 0,43                                       |
| CaO              | 1,73              | 1,61                | 1,43                        | 0,51                                       |
| Na2O             | 3,51              | 3,42                | 2,89                        | 2,56                                       |
| K2O              | 2,22              | 1,18                | 2,93                        | 4,40                                       |
| P2O5             | 0,12              | 0,18                | 0,17                        |                                            |
| H2O+             | 2,37              | 0,71                | 1,52                        | 1,40                                       |
| Na + K           | 5,73              | 4,60                | 5,82                        | 6,96                                       |

## Métamorphisme et anatexie

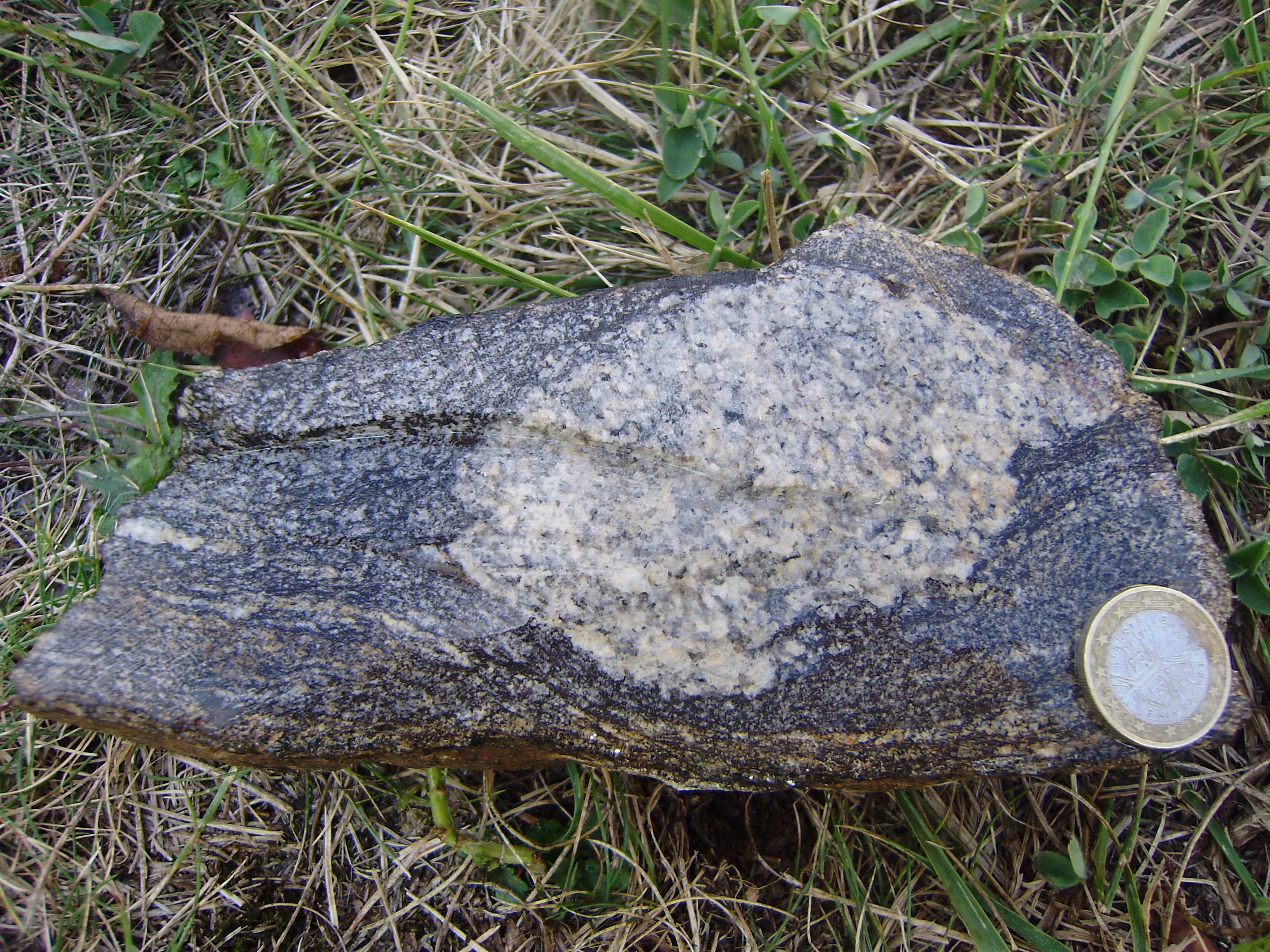
Lentille anatectique du paragneiss riche en plagioclase de Nontron indiquant un cisaillement dextre.

Souvent les sédiments déposés à la marge continentale ou dans une situation bassin arrière-arc (angl. 
“backarc”) s'enfoncent et passent par subduction sous le continent ou sous l'arc insulaire. La pression et la température augmentant, ils se métamorphisent sous conditions mésozonales et catazonales du faciès amphibolite (métamorphose régionale).
Sous conditions catazonales, quelques paragneiss arrivent même au stade anatectique, reconnaissable par des ségrégations migmatitiques de composition granitique, comme des rubans quartzo-feldspathiques ou des lentilles amygdalaires correspondant au litage, mais aussi des filons discordants et même de petits corps granitiques. Il existe souvent un lien génétique étroit entre les paragneiss et les granitoïdes voisins, qui peuvent avoir une composition chimique très proche. Dans ce cas, on déduit que les paragneiss ont engendré les granitoïdes par fusion partielle.

## Signification
En géologie les paragneiss sont d'un grand intérêt pour la compréhension de l'évolution dynamique d'un terrain métamorphique du socle. Ils recèlent une très grande variété de structures tectoniques et microtectoniques éclairant l'interprétation de la déformation subi. Sur la surface des lits sombres, ils portent des linéations d'étirement indiquant la direction du mouvement pendant la déformation. En outre ils contiennent des lentilles de cisaillement et structures analogues (structures C/S) qui donnent le sens (dextre ou senestre) de ces mouvements. Les paragneiss sont aussi plissés ; par endroits ils peuvent être affectés par plus de trois générations de plissement! Ce fait est d'une grande importance pour établir les phases de déformation de la roche concernée. Toutes ces structures apparaissent pendant le métamorphisme dynamique en régime ductile au milieu de la croûte continentale. Quand les paragneiss sont soulevés après leur enfouissement, ils entrent en régime cassant et subissent des accidents compressifs (failles inverses, charriages, rétrocharriages) ou distensifs (failles normales, décollements). Arrivés près de la surface, il se forme des réseaux des joints.
Une analyse de leurs minéraux métamorphiques donne des informations importantes sur les conditions physiques ambiantes et le déroulement du métamorphisme (chemin P-T-t).
Comme déjà mentionné plus haut les paragneiss peuvent engendrer des granitoïdes en franchissant le seuil de l'anatexie.
En généralisant, on peut comparer les paragneiss et les autres schistes cristallins associés à la “matrice” du terrain de socle, les granitoïdes par contre sont secondaires et réagissent en '”porphyroblastes”. C'est la matrice, qui enregistre le fluage crustale directement.

## Pierres décoratives

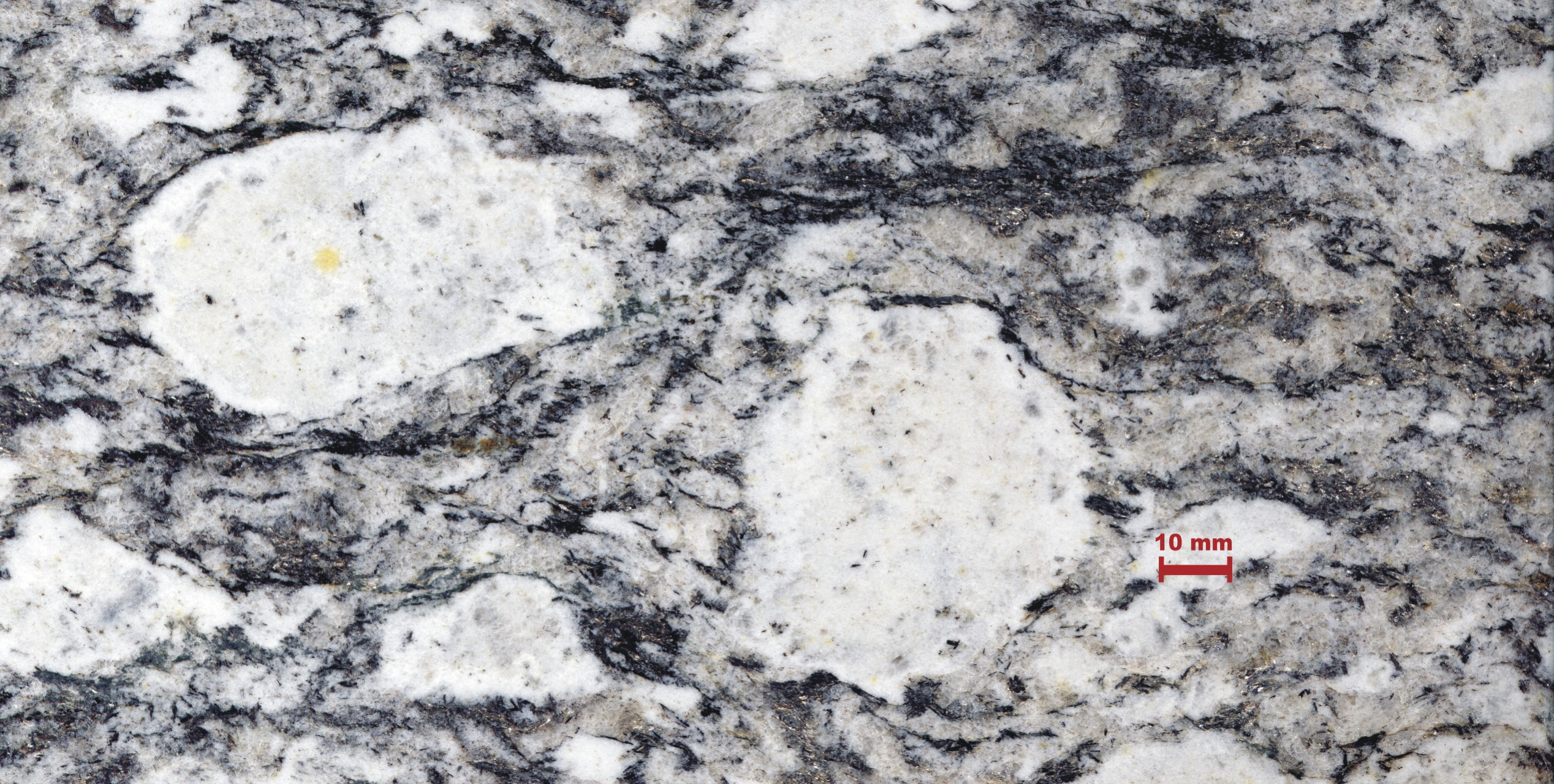
Paragneiss de Leggiuna, provenant du Tessin

Quelques exemples de paragneiss décoratifs viennent des Alpes suisses :
- Serizzo Antigorio, (Suisse), Tessin, Vallée Antigorio
- Calanca, (Suisse/Canton Tessin, Val Calanca)
- Onsernone, (Suisse/Canton Tessin, Val Onsernone)
- Maggia, (Suisse/Canton Tessin, Val Maggia)
- Soglio, (Suisse, Canton Grisons, Soglio)